# Кач (затока)
Кач (англ. Gulf of Kutch, гінді कच्छ की खाड़ी) — затока Аравійського моря, що вдається на 180 км вглиб  Індії на території західного штату Гуджарат. Максимальна глибина 122 м. Обмежує з північного боку півострів Катхіявар, відокремлюючи його від півострова Кач, і тягнеться в північно-східному напрямку. На березі затоки Кач в місті Джамнагар розташований найбільший в світі нафтопереробний завод. У місті Кандла розташований великий нафтовий термінал.
| Індія | Це незавершена стаття з географії Індії. Ви можете допомогти проєкту, виправивши або дописавши її. |